# ジェメルソン・ジ・ジェズス・ナシメント
ジェメルソン（Jemerson）ことジェメルソン・ジ・ジェズス・ナシメント（ポルトガル語: Jemerson de Jesus Nascimento、1992年8月24日 - ）は、ブラジルのサッカー選手。ブラジル代表。ポジションはDF。

## クラブ歴

### プロ入り前
バイーア州ジェレモアボに生まれ、2009年にADコンフィアンサに加入するまではアマチュアとしてプレーしていた。翌2010年にはSEパルメイラス、サントスFC、CRヴァスコ・ダ・ガマのトライアルに落第した後にアトレチコ・ミネイロに加入した。

### アトレチコ・ミネイロ
2012年にプロデビューしたものの、アトレチコ・ミネイロではなくレンタル移籍先のデモクラータFCでの事であった。デモクラータで12試合に出場した後、8月にアトレチコ・ミネイロに復帰、12月にアトレチコ・ミネイロのAチーム入りを果たした。
2013年7月7日にカンピオナート・ブラジレイロ・セリエA初出場、スターティングメンバーとして出場し、イエローカードも提示されたが、クリシューマEC相手にホームで3-2の勝利を収めた。しかしながら、レオナルド・シウヴァとレーヴェルの控えであったため、この年のセリエAは僅か5試合の出場に止まった。
2014年はレーヴェルが足首に重傷を負ったため、レギュラーとして多くの試合に出場した。

### モナコ
2016年1月31日、リーグ・アンのASモナコに5年契約で移籍。

### コリンチャンス
2020年11月5日、SCコリンチャンス・パウリスタに移籍した。

## 代表歴
2015年11月17日に行われた2018 FIFAワールドカップ・南米予選・ペルー代表戦の際に代表初招集を受けたが出場とはならなかった。

## タイトル

### クラブ
アトレチコ・ミネイロ
- レコパ・スダメリカーナ：2014
- コパ・ド・ブラジル：2014
- カンピオナート・ミネイロ：2013, 2015

モナコ
- リーグ・アン：2016-17

### 個人
- プレミオ・クラッキ・ド・ブラジレイロン：2015